# ریچارد کدت
ریچارد کدت (انگلیسی: Richard Cadette؛ زادهٔ ۲۱ مارس ۱۹۶۵) بازیکن فوتبال اهل بریتانیا است.
از باشگاه‌هایی که در آن بازی کرده‌است می‌توان به باشگاه فوتبال ساوتند یونایتد، باشگاه فوتبال ای‌اف‌سی بورنموث، باشگاه فوتبال شفیلد یونایتد، باشگاه فوتبال گلاستر سیتی، باشگاه فوتبال میلوال، باشگاه فوتبال برنتفورد، باشگاه فوتبال فالکیرک، و باشگاه فوتبال لیتون اورینت اشاره کرد.